# Aaron McGruder
Aaron McGruder est un auteur de bande dessinée américain né le 29 mai 1974 à Chicago. Il est le créateur du comic-strip The Boondocks, et de son adaptation en dessin animé, laquelle a été traduite en français sous le même titre.

## Biographie
Aaron McGruder naît le 29 mai 1974 à Chicago. Après des études universitaires sur les Afro-américains et plus particulièrement dans le domaine social et culturel, il se lance dans la création d'un comics diffusé sur internet et intitulé The Boondocks. En 1997, les strips sont publiés dans un journal universitaire et deviennent très populaires. Les strips sont alors rassemblés dans des livres. Aaron McGruder s'occupe aussi de l'adaptation du comics en dessin animé. En 2017, il produit une nouvelle série intitulée Black America avec Will Packer.